# Vatnsfjörður (Ísafjarðardjúp)
Pour les articles homonymes, voir Vatnsfjörður.
Le Vatnsfjörður est un petit fjord à l'intérieur de l'Ísafjarðardjúp au nord-ouest des Vestfirðir en Islande. Habité depuis le Xe siècle, il a été un important centre de pouvoir en Islande.

## Géographie
Au fond de l'Ísafjarðardjúp, le Vatnsfjörður, long de 1,5 km et large de 1 km est situé entre le Mjóifjörður et le Reykjarfjörður. Il abrite une ferme en activité du même nom et on y trouve une église, l'une des plus anciennes d'Islande à avoir été construite en béton. Il reste les ruines de trois fermes abandonnées, Miðhús, Sveinhús et Bosses. La route appelée Djúpvegur, un embranchement de la route 61, passe entre le fond du fjord et un lac.

## Histoire
D'après le Landnámabók, Snæbjörn Eyvindarson aurait nommé ce lieu quand il s'y est installé, peut-être en référence au lac (vatn) qui communique avec le fjord. Le clan qui en est issu, les Vatnsfirðingar, fut l'un des plus puissants pendant l'Âge des Sturlungar au XIIIe siècle.

## Fouilles archéologiques
Deux sites du village de Vatnsfjörður ont été fouillés, un monticule dans une cour de ferme et des vestiges du Xe siècle dans un champ au nord du village.